# Levente Lengyel
Levente Lengyel (ur. 13 czerwca 1933 w Debreczynie, zm. 18 sierpnia 2014 w Budapeszcie) – węgierski szachista, arcymistrz od 1964 roku.

## Kariera szachiowa
W latach 60. XX wieku należał do czołówki węgierskich szachistów. Pomiędzy 1960 a 1970 rokiem sześciokrotnie uczestniczył w szachowych olimpiadach, zdobywając dwa medale: srebrny (1970) i brązowy (1966). Trzykrotnie reprezentował również narodowe barwy w drużynowych mistrzostwach Europy, za każdym razem zdobywając medale: srebrny (1970) oraz 2 brązowe (1961, 1965). Wielokrotnie startował w finałach indywidualnych mistrzostw Węgier, największy sukces odnosząc w 1962 r., kiedy podzielił I miejsce wraz z Lajosem Portischem, ale dogrywkę o tytuł przegrał i zdobył srebrny medal. Osiągnięcie to powtórzył w roku 1963, natomiast w 1964r. w mistrzostwach kraju zdobył medal brązowy.
W roku 1964 wystąpił w turnieju międzystrefowym (eliminacji mistrzostw świata) w Amsterdamie, zajmując XII miejsce. Wielokrotnie brał udział międzynarodowych turniejach, sukcesy odnosząc m.in. w Enschede (1963, II-II m., turniej strefowy), Gyuli (1965, memoriał Lajosa Asztalosa, II-III m.), Polanicy-Zdroju (1966, memoriał Akiby Rubinsteina, II m.), Solingen (1968, I m.), Bari (1972, I m.), Reggio Emilii (1972/73, I-III m.), Madonna di Campiglio (1973, II m.), Budapeszcie (1974, II-III m.), Atenach (1976, II m.), Malmö (1977, II m.), Viroviticy (1977, I m.) oraz w Val Thorens (1980).
Według retrospektywnego systemu rankingowego Chessmetrics najwyżej sklasyfikowany był w lipcu 1964 r., zajmował wówczas 35. miejsce na świecie.
Od 2000 r. w turniejach klasyfikowanych przez Międzynarodową Federację Szachową występował bardzo rzadko.